# Lacul Negru (Muntenegru)
Lacul Negru (în sârbă Црно језеро, cu alfabetul latin: Crno jezero) este un lac din comuna Žabljak din nordul Muntenegrului.
Este un lac glaciar, situat pe masivul Durmitor, la o altitudine de 1.416 m. Se află la 3 km distanță de orașul Žabljak.

## Geografie
Lacul Negru se află la poalele vârfului Međed și are o suprafață de 0,515 km pătrați. Lacul este format din două lacuri mai mici: Lacul Mare (în sârbă Veliko jezero) și Lacul Mic (în sârbă Malo jezero). Lacurile sunt conectate printr-o strâmtoare îngustă care se usucă în timpul verii, ceea ce duce la două corpuri de apă separate.
Lacul Mare are o suprafață de 0,338 km pătrați, adâncimea maximă de 24,5 m, lungimea maximă de 855 m și lățimea maximă de 615 m.
Lacul Mic are o suprafață de 0,177 km pătrați, adâncimea maximă de 49,1 m, lungimea maximă de 605 m și lățimea maximă în jur de 400 m.
Lungimea maximă a Lacului Negru este de 1.155 de metri. Lacul Mic are un volum mai mare de apă,  deoarece este mai adânc cu aproape 25 de metri.
În Lacul Negru se varsă numeroase pâraie de munte, cel mai cunoscut fiind pârâul Mlin. Alte pâraie nu au nume deoarece apar doar temporar, atunci când zăpada de pe Muntele Durmitor se topește.

## Turism
Lacul Negru este atracția turistică principală din zona Durmitor. Este cel mai mare și cel mai cunoscut dintre cele 18 lacuri glaciare de pe munte. Lacul este ușor accesibil, deoarece se află la câțiva pași de centrul orașului Žabljak.
O pistă de mers pe jos de 3,5 km în jurul lacului este o destinație populară pentru recreere și drumeții. Multe trasee montane duc de la Lacul Negru la alte lacuri mai mici din jurul orașului Žabljak. Restaurantul Katun este situat pe malul lacului și aici se servesc mâncăruri tradiționale din Muntenegru.

## Galerie de imagini

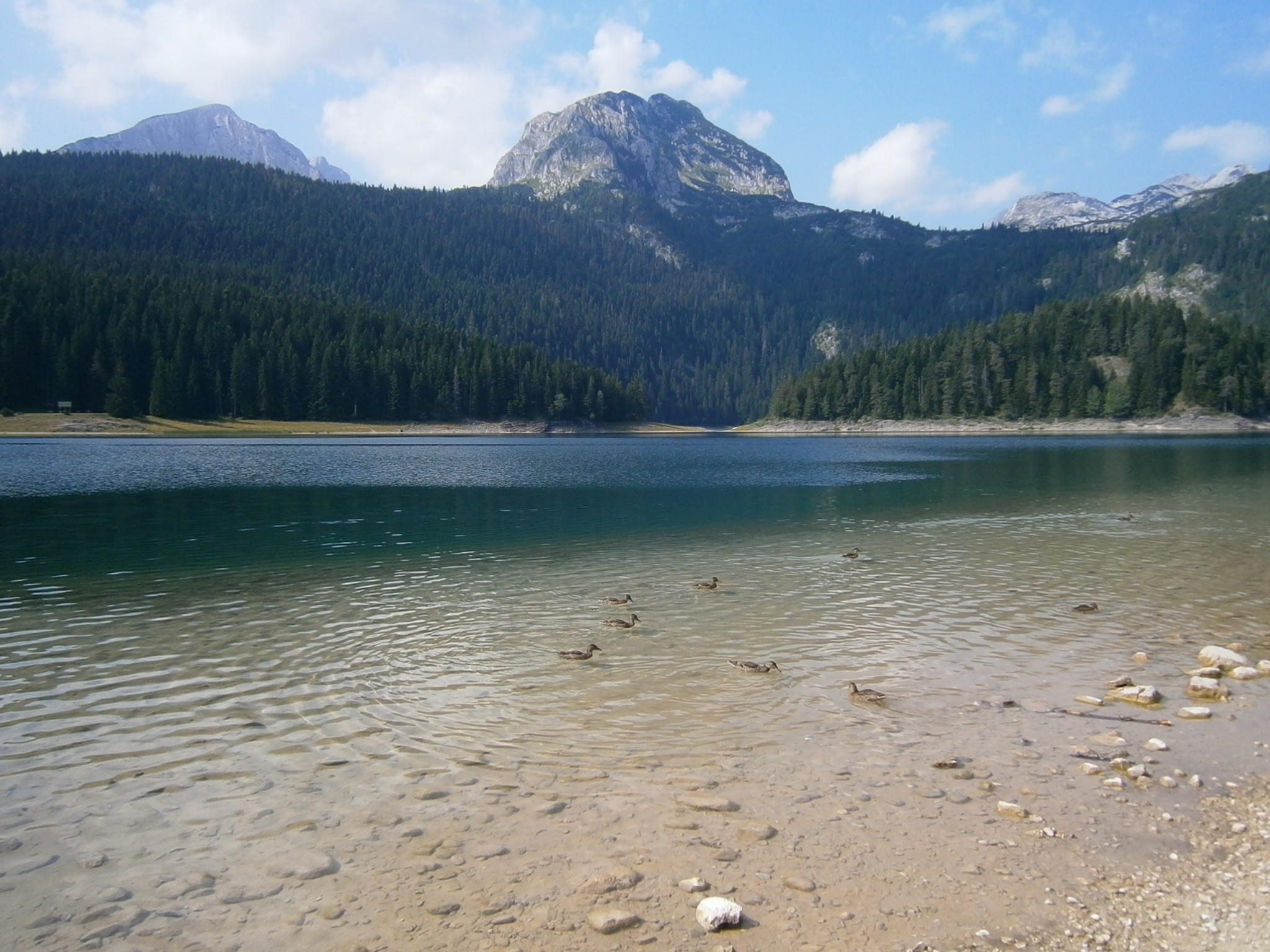
Lacul Mare
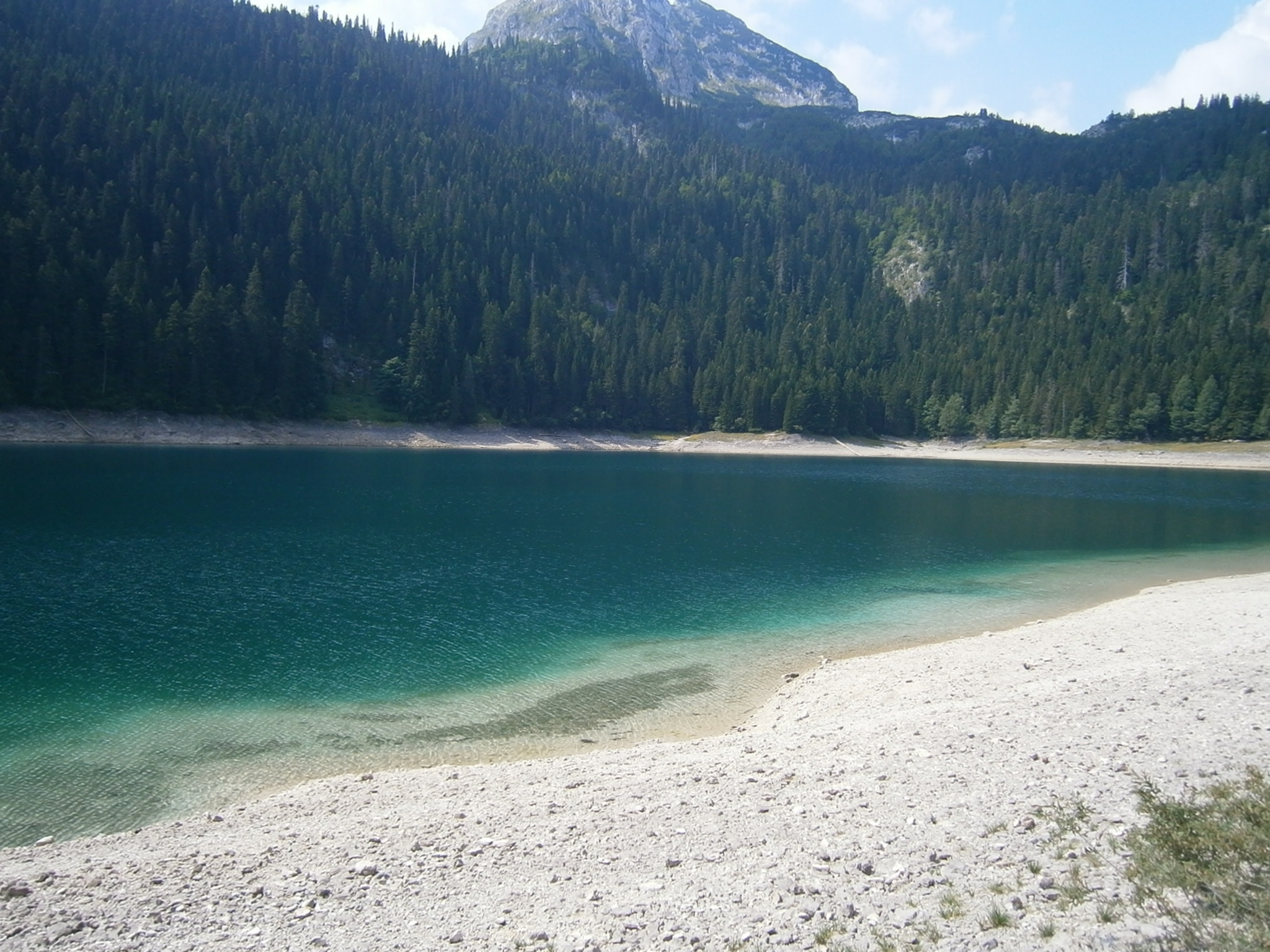
Lacul Mic
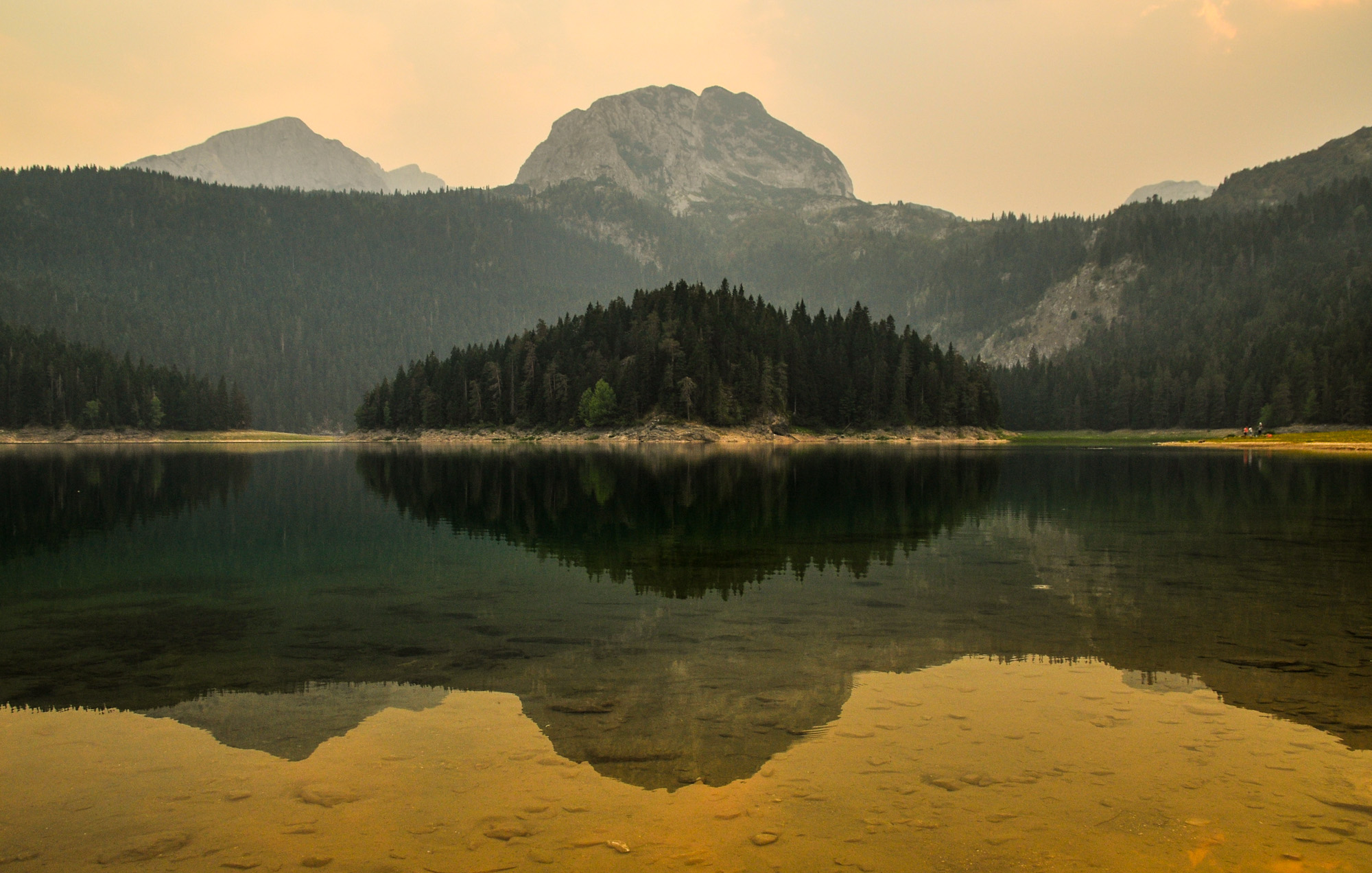
Lacul Negru